# Мавзолей Окшы-ата
Мавзолей Окшы-ата (каз. Оқшы ата кесенесі) — памятник мемориальной архитектуры Казахстана XI века, расположенный в Чиилийском районе Кызылординской области, в 5 км к востоку от железнодорожной станции Байгекум. Мавзолей в 2019 году был включён в список памятников истории и культуры республиканского значения.

## Описание
Расположен рядом с мавзолеями Асан-ата, Кыш-ата, Кайып-ата, Есабыз-ата, Досбол-датка и Бала-би, составляющими мемориальный комплекс «Семь святых».
Мавзолей в плане практически квадратной формы 7,1×7,15 м. Высота стен — 3,3 м, высота купола — 3,35 м, общая высота — 6,65 м. В строительстве использовали обожжённые кирпичи квадратной формы. По строению купола имеет сходство с мавзолеями Кара-Сопы, Асан-ата, но значительно меньше размером.

## Легенды
По легенде Окшы-ата (по некоторым версиям, его настоящее имя Ибрагим, по другим — Когентуп) родился в Мекке. Во время странствий прибыл на берега Сырдарьи, стал приёмным сыном старика и старухи. Имя Окшы получил в связи с тем, что был оружейным мастером огузского хана (каз. оқшы — «мастер, изготавливающий стрел или пуль»). Существует предположение, что известный философ Баязид Бестами жил в городе Бестаме, где и находилась мастерская Окшы-ата, и тесно с ним общался. В народных преданиях Окшы-ата защищал родную землю от иностранных захватчиков, не давал в обиду бедных и нищих, всегда заступался за слабых.
О его славе как святого человека и другой версии происхождения имени существует легенда. В те времена жил калмыцкий хан Токбура. К нему каждый день пригоняли барана и приводили девушку. Однажды Когентуп собрался в Туркестан. Приёмные родители спросили его, что делать, если очередь дойдёт до его сводной сестрёнки. Он велел им зарезать и сварить барана и, пока хан будет есть его, трижды прокричать его имя (Когентуп). Родители так и сделали. После того, как они в третий раз прокричали «Когентуп», Токбура упал замертво. Вернувшись, Когентуп рассказал, что когда прокричали его имя в первый раз, он обернулся на зов, когда прокричали второй раз, он положил на ладонь зерна, а после третьего раза — дунул, и 6 зёрен как пули воткнулись в грудь Токбуры. Поэтому его назвали Окшы.